# Quatuor à cordes no 5 de Glazounov
Pour les articles homonymes, voir Quatuor à cordes no 5.
Le Quatuor à cordes no 5 en ré mineur opus 70, G.118, est un quatuor pour deux violons, alto et violoncelle d'Alexandre Glazounov, composé en 1898.

## Contexte et création
Si la partition est datée de 1898, elle peut paraître très hétérogène car composée à deux époques différentes.

## Structure
Le quatuor à cordes se compose de quatre mouvements :
1. Andante – Allegro
2. Scherzo – allegretto
3. Adagio
4. Allegro

La durée d'exécution est d'environ vingt-huit minutes.

## Analyse

### Andante – Allegro
L'Andante a une structure similaire au Quatuor à cordes no 4.

### Scherzo
Le Scherzo est détaché et plein d'humour. Il semble avoir pour modèle le Quatuor à cordes no 3 de Ludwig van Beethoven.

### Adagio
L'Adagio est d'une invention moindre que celle des mouvements précédents.

### Allegro
L'Allegro final s'impose par sa technique brillante en dépit d'un propos quelque peu didactique. Les interprètes doivent chercher l'intensité et le contraste dans ce mouvement.